# Oh! Calcutta! (album)
Oh! Calcutta! è il quinto album in studio della band pop punk The Lawrence Arms, pubblicato nel 2006 dalla Fat Wreck Chords.

## Tracce
Tutte le canzoni sono scritte dai The Lawrence Arms.
1. The Devil's Takin' Names - 2:00
2. Cut it Up - 2:13
3. Great Lakes / Great Escapes - 2:49
4. Recovering the Opposable Thumb - 3:05
5. Beyond the Embarrassing Style - 2:24
6. Are You There Margaret? It's Me, God. - 3:35
7. Jumping the Shark - 2:36
8. Lose Your Illusion 1 - 2:59
9. Requiem Revisited - 2:07
10. Key to the City - 3:01
11. Old Dogs Never Die - 2:12
12. Like a Record Player / Warped Summer Extravaganza (Major Excellent) - 4:51

## Formazione
- Chris McCaughan - chitarra, voce
- Brendan Kelly - basso, voce
- Neil Hennessy - batteria